# Меро (рапър)
Енес Мерал, по-известен с творческия си псевдоним Меро, е германски рапър от турски произход.
Роден е в Рюселсхайм на Майн, Германия. Става известен през 2018 г. в Инстаграм и дебютния си сингъл Baller los, който дебютира на върха на германските и австрийските сингъл класации.

## Биография
Енес е роден на 28 юли 2000 г. в Рюселсхайм на Майн от турски родители от Келкит, Гюмюшхане. Той започва да публикува видеоклипове, където рапира в Инстаграм през 2017 година. Той изгражда много последователи и по-късно е подписва договор с рапъра Xatar и Groove Attack. Дебютният му сингъл Baller los излиза на 22 ноември 2018 г. Сингълът се превръща в незабавен успех и стига до върха на немската музикална класация. Вторият му сингъл Hobby Hobby излиза на 17 януари 2019 г. и се превръща в първата немска рап песен, която достига до Спотифай 200. Тя отново достига върха на немските сингъл класации в края на януари 2019 г. той чупи рекордите в повечето стрийм платформи за един ден и една седмица. Издава първия си албум Ya Hero Ya Mero през 15 март 2019 г., който има 12 сингъла и втория си албум Unikat през 27 септември 2019 г., който има 14 сингъла.

## Дискография

### Студийни албуми
| Наименование    | Детайли                                                                                    |
| --------------- | ------------------------------------------------------------------------------------------ |
| Ya Hero Ya Mero | - Издаден: 15 март 2019 - Издател: Groove Attack TraX - Формати: CD, Дигитално сваляне     |
| Unikat          | - Излиза: 27 септември 2019 - Издател: Groove Attack TraX - Формати: CD, Дигитално сваляне |
| Seele           | - Издаден: 4 декември 2020 - Издател: Groove Attack TraX - Формати: CD, Дигитално сваляне  |

### Сингли
- Baller los (2018)
- Hobby Hobby (2019)
- Wolke 10 (2019)
- Malediven (2019)
- Olabilir (2019)
- Mein Kopf (2019)
- Olé Olé (featuring Brado) (2019)
- No Name (2019)
- Meine Hand (2019)
- Kafa Leyla (with Brado) (2019)
- Ferrari (Eno, featuring Mero) (2019)
- Kein Plan (Loredana, featuring Mero) (2019)
- Jay Jay (2019)
- Träume werden wahr (featuring Brado) (2019)
- Wie Buffon (2019)
- Hops (2019)
- Gib ihn (2019)
- Mill'n (2019)
- Auf dem Weg (2019)
- Enes Meral (2019)
- Intro (2019)
- Panama Safe (feat. Eno) (2019)
- Mermi Flow (2019)
- Unikat (2019)
- Punch (2019)
- Strasse macht Ärger (feat. Xatar) (2019)
- QDH Family (2019)
- Outro (2019)
- Bogota (2020)
- Ohne dich (2020)
- Perspektive (2020)
- Statement (2020)
- Kopfficks (2020)
- Nur für den Vibe (2020)
- Choya (featuring Soolking) (2020)
- Ghetto (2020)
- Kurt Cobain (2020)
- Balenciaga (2020)
- Auf Wiedersehen (2020)
- Désolé (featuring Nimo) (2020)
- Ben Elimi Sana Verdim (2020)
- Bitte geh (feat. Elif) (2020)
- Hayati (Soolking, featuring Mero) (2020)
- Gott Weiß (2020)
- REGEN (ALI471, featuring Mero) (2021)

|  | Тази страница частично или изцяло представлява превод на страницата Mero (rapper) в Уикипедия на английски. Оригиналният текст, както и този превод, са защитени от Лиценза „Криейтив Комънс – Признание – Споделяне на споделеното“, а за съдържание, създадено преди юни 2009 година – от Лиценза за свободна документация на ГНУ. Прегледайте историята на редакциите на оригиналната страница, както и на преводната страница, за да видите списъка на съавторите. ВАЖНО: Този шаблон се отнася единствено до авторските права върху съдържанието на статията. Добавянето му не отменя изискването да се посочват конкретни източници на твърденията, които да бъдат благонадеждни. |